# 부차 (오나라)
부차(夫差, ? ~ 기원전 473년)는 중국 춘추전국시대 오나라의 제7대이자 마지막 군주이다. 춘추오패의 한 사람으로 꼽히며, 오왕 합려의 차남이다. 월왕 구천에 의해 죽은 부왕 합려의 원수를 갚기 위해, 오자서의 보좌를 받아 국력을 충실히 쌓아서 구천을 물리치고 승자가 되지만, 노예를 자처하며 와신상담한 구천의 반격에 의해 패배하고 자결했다.

## 생애

### 와신상담
패권 야욕으로 이미 초나라를 쳤던 경력이 있던 오왕 합려는 이번에는 월나라를 공격한다. 하지만, 합려는 월나라의 무장이 쏜 화살에 맞아 파상풍으로 죽고 만다. 합려는 죽기 전에 부차에게 복수를 부탁하며, 죽게 된다.부차는 이 일을 잊지 않기 위해 침실에 들어서도 합려의 유언을 반복하게 하고, 잘 때는 방바닥에 장작을 쌓아놓고 그 위에서 잠을 잤다. 여기에서 와신상담(臥薪嘗胆)이라는 고사가 생겨났다.
오자서의 도움으로 국력을 충실히 키운 오나라는 그 힘을 착착 쌓아갔다. 후환을 두려워한 월나라 구천이 침략을 단행했지만, 반격하여 구천을 몰아붙인다. 구천이 항복을 하자, 오자서는 구천을 사살하여 후환을 없애야 한다고 주장했지만, 월나라 범려는 빼어난 미인 서시를 바치면서 항복을 구걸하였고, 월나라의 뇌물을 먹은 재상 백비의 권유로 월왕 구천을 살려두게 된다. 결국 월나라의 책략으로 목숨을 건진 구천은 거짓된 충성심을 보여주고 다시 월나라로 귀환하게 된다.

### 패자를 목표로
오왕 부차는 계속 국력을 신장하여, 북쪽으로 황하 유역에 진출하여, 패자를 꿈 꿀 수 있게 된다. 그렇지만 오자서는 월나라의 복수를 두려워하여, 부차에게 간언했다. 이것으로 인해 부차와 오자서는 의견이 충돌하게 되고, 기원전 484년 백비의 중상모략으로 오자서에게 자결을 명한다. 물론 이 사건의 뒤에도 월나라 범려의 반간계가 작용을 했다.
기원전 485년, 부차는 군대를 거느리고, 제나라를 쳐서, 제후의 맹주로 인정을 받으려 하였다. 하지만, 원래부터 화북의 맹주였던 진나라가 이것에 맹렬히 반대했다. 기원전 482년, 주도권 다툼으로 인해 진나라와 오나라 사이의 전쟁이 일어난다. 그때 오왕 부차가 집을 비운 틈을 이용하여 월나라가 오나라를 공격하여, 황자와 그 형제들을 함께 처형한다. 진나라와의 주도권 다툼과 월나라와도 두 개의 전쟁을 치러야 하는 오나라는 결국 패망하게 된다.

## 가계
- 황후
  - 장남 : ?
- 후궁 : 위희부인 (위나라 공주)
- 후궁 : 서시

| 전임 오왕 합려 | 춘추시대 오나라 왕 기원전 495년 - 기원전 473년 | 후임 월나라에 멸망 |